# Beit Jala
Beit Jala o Beit Yala (en árabe بيت جالا , pronunciado «bet yala») es una ciudad palestina de Cisjordania, una de las más antiguas de Palestina. Pertenece a la gobernación de Belén, y se localiza a 825 m s. n. m. sobre la ladera de un cerro cubierto de árboles de olivo (muchos centenarios e incluso de la época de Jesucristo), viñedos y plantaciones frutales. Se encuentra próxima a las ciudades de Belén (a 2 km) y Beit Sahour, y a sólo 7 km de Jerusalén. En 2007, Beit Jala tenía una población de 11.758 habitantes, de los que cerca del 75% son cristianos (en su mayoría, ortodoxos) y el 25% restante, musulmanes. Según las proyecciones demográficas de la Oficina Central de Estadísticas de Palestina, a mediados de 2024, su población era de 15.487 habitantes.

## Toponimia
Según la página web del ayuntamiento de Beit Yala, el nombre de la ciudad significa «alfombra de hierba» en arameo.

## Historia

### Periodo bizantino
Bajo la Iglesia de San Nicolás de Beit Jala se ha encontrado una cripta que data de los siglos V o VI d. C.

### Las cruzadas
En la era de las cruzadas, Beit Yala pasó a conocerse como Apezala. La Iglesia de San Nicolás fue probablemente reconstruida en dicha época.

### Periodo otomano
En 1516, Beit Jala y el resto de Palestina pasaron a formar parte del Imperio Otomano. En el siglo XVI, Beit Jala era un gran aldea de campesinos cristianos que tenía más de diez ancianos (akabir) que ejercían de líderes locales, con cada grupo religioso nombrando a sus propios líderes. A diferencia de la gran mayoría de pequeñas aldeas de su entorno, que solían estar agrupadas entre sí en nahiyas, Beit Jala y la vecina Belén tenían su propia jurisdicción. En abril de 1531, un oficial otomano visitó Beit Jala para censar las viñas de la aldea con fines fiscales, pero los aldeanos se negaron a responder con seriedad a sus preguntas y se burlaron de la autoridad del sultán otomano, lo que supuso un episodio notable de la resistencia inicial de la aldea a los métodos y procedimientos fiscales otomanos. A finales del siglo XVI, Beit Jala estaba habitada por cristianos casi en su totalidad. Su tamaño era similar al de una ciudad y se encontraba dividida en cuatro barrios. Sus tierras producían más trigo y cebada que las localidades vecinas y, como otras aldeas de la zona sur de Jerusalén, su producción de uva era mayor que la de oliva. Beit Jala pagaba impuestos por productos tales como los higos, las abejas y las cabras. Además alojaba una de las seis almazaras del subdistrito de Jerusalén. A pesar de su gran tamaño, Beit Jala era relativamente pobre en comparación con otras aldeas del subdistrito.
En el registro otomano de impuestos de 1596 aparecía como Bayt Jala, emplazada en la nahiya de Jabal Quds, en el liwa de Quds. Tenía una población de 245 hogares, seis de los cuales eran musulmanes y 239 cristianos. Pagaban impuestos a una tasa fija del 33% sobre sus productos agrícolas, entre los que se incluía el trigo, la cebada, los olivos, los viñedos, los frutales, algunos ingresos esporádicos, cabras y colmenas de abejas; un total de 30.000 akçe.
En 1697, el académico inglés Henry Maundrell pasó por Beit Jala y escribió: «ningún turco puede vivir en ella más de dos años. Mediante esta norma, ya sea cierta o no, los cristianos mantienen la aldea para sí mismos sin ser molestados; no hay turco que quiera arriesgar su vida para comprobar si es cierta o no».
Los habitantes de Beit Jala participaron en la rebelión campesina de Palestina en 1834, en la que se levantaron contra el gobernador egipcio de Siria, Ibrahim bajá. Creyendo que los habitantes de Beit Jala habían tenido parte en el saqueo de las propiedades egipcias, el 31 de mayo las tropas egipcias atacaron la localidad. Aunque Ibrahim bajá terminó por detener el ataque, al menos 33 hombres y mujeres murieron debido a este. Además, las tropas egipcias confiscaron el ganado de los aldeanos. El ataque a Beit Jala empujó a los rebeldes de la tribu beduina Ta’amira a acudir a Belén para colaborar en su defensa.
En 1838, Beit Jala aparece citada como una aldea cristiana ortodoxa en la zona de Beni Hasan, al oeste de Jerusalén. Su población en aquel momento se calculaba en unas 2.000 personas.
A mediados del siglo XIX había diez católicos viviendo en Beit Jala. El Patriarcado Latino fundó su primera parroquia de Palestina en Beit Jala en 1853. El establecimiento de la parroquia se enfrentó a una fuerte oposición del Patriarcado Greco-Ortodoxo y de los propios habitantes de Beit Jala, lo que ocasionó una serie de escaramuzas y de quejas a las autoridades otomanas por parte de ambas congregaciones. El 18 de abril de 1858 se inauguró una iglesia católica en la ciudad. La Sociedad de Jerusalén fue un movimiento protestante que luchó por mantener una presencia protestante en Beit Jala a finales del siglo XIX. Cuando un enfrentamiento entre las comunidades ortodoxa y protestante de Beit Jala terminó en la muerte de una niña ortodoxa, se decidió evacuar durante seis meses a toda la comunidad protestante a al Karak, en la actual Jordania, hasta que se pagó una compensación económica a la familia de la niña asesinada. En 1866, el embajador ruso en el Imperio Otomano compró una parcela de tierra en Beit Jala y construyó una escuela femenina en ella, convirtiéndose en la primera escuela rusa en Palestina. Hacia 1880 tenía 60 alumnas y un director ruso. En 1886 se convirtió en un centro de preparación para profesores y quedó bajo la administración de la Sociedad Imperial Ortodoxa de Palestina.

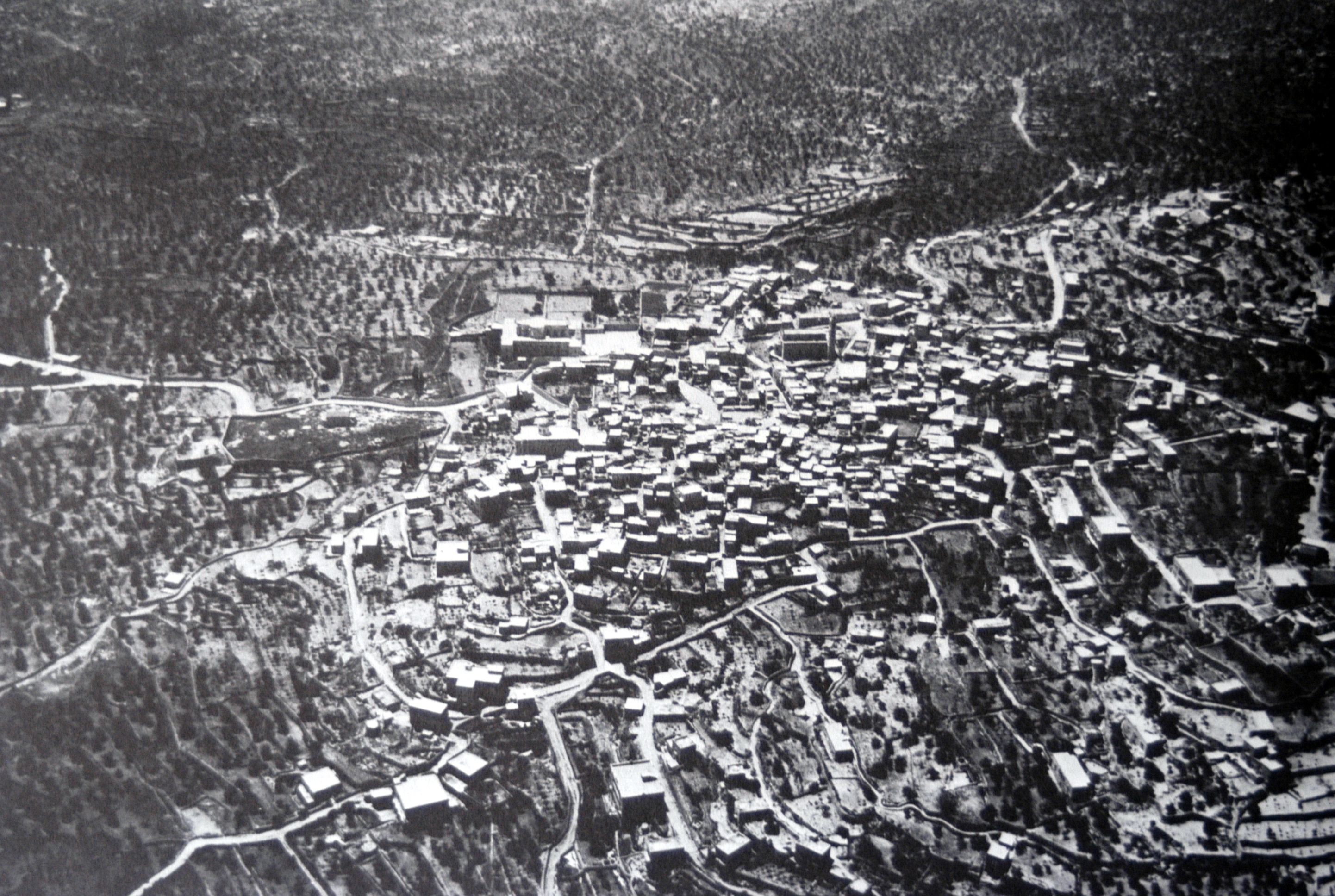
Beit Jala a comienzos del.

El orientalista suizo Albert Socin encontró en un listado oficial otomano de aldeas de 1870 que Beit Jala tenía 234 casas y una población de 874 «latinos», aunque este recuento de población solo incluía a los hombres. El también orientalista alemán Martin Hartmann escribió que Beit Jala tenía 232 casas.
En 1883, el Estudio de Palestina Occidental del Fondo para la Exploración de Palestina describió Beit Jala como «Una gran y floreciente aldea con casas de piedra blancas y bien construidas, sobre la ladera de una pronunciada colina. El suministro de agua es artificial, con un pozo situado en el valle más abajo. Pere Lievin dice que la población es de 3.000 personas, de los que 420 son católicos y el resto ortodoxos griegos. Hay una iglesia griega y otra latina en la aldea. Hay olivares especialmente buenos alrededor y bajo la aldea, y la colina está cubierta de viñedos que pertenecen al lugar».
En 1896, la población de Beit Jala se calculaba en torno a las 2.880 personas.

### Mandato británico de Palestina
En el censo de 1922, llevado a cabo por las autoridades del Mandato británico de Palestina, Beit Jala reflejó una población de 3.101 habitantes, de los que 3.060 eran cristianos y 41 musulmanes; de los cristianos, 2.628 eran ortodoxos, 358 eran católicos y 4 eran melquitas, además de un armenio católico, un maronita y un copto. La población de Beit Jala había descendido en el censo de 1931 hasta los 2.731 habitantes, entre los que se contaban 2.529 cristianos, 198 musulmanes, 3 personas «sin religión» y un judío, que habitaban un total de 631 viviendas.
En un estudio oficial de tierra y población llevado a cabo en 1945, la población de Beit Jala había vuelto a crecer y se había situado en los 3.710 habitantes; de estos, 3.510 eran cristianos y 200 eran musulmanes. La superficie municipal se dividía en 13.307 dunams (unos 13 kilómetros cuadrados) de terrenos agrícolas y 737 dunams (0,7 kilómetros cuadrados) de terreno urbano. De los terrenos agrícolas, 9.860 dunams (unos 10 kilómetros cuadrados) correspondían a plantaciones y regadíos, mientras que 1.064 dunams eran cultivos de cereales.

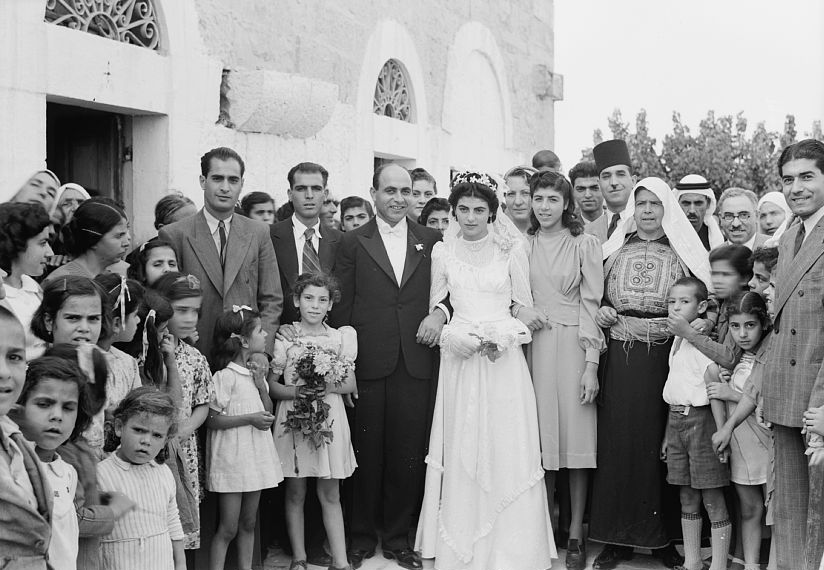
Boda cristiana en Beit Jala (1940)

### Ocupación jordana
A la conclusión de la guerra árabe-israelí de 1948, Beit Jala y el resto de Cisjordania pasaron a estar bajo ocupación jordana. Desde mediados de los años cuarenta hasta el comienzo de la ocupación israelí en 1967, Beit Jala se convirtió en un atractivo destino turístico de vacaciones por su buen clima, sus hermosos paisajes y sus vistas, desde las que se puede apreciar Jerusalén y Belén.
El Comité Central Menonita (CCM) comenzó a llevar a cabo tareas de ayuda a los refugiados de Cisjordania en 1950. También trabajaron con palestinos que habían mantenido sus casas y, por lo tanto, no eran técnicamente refugiados, pero que habían perdido sus tierras o sus medios de vida debido a la guerra. Como parte de estas tareas, el CCM fundó una escuela en Beit Jala.
En 1952, un ataque de represalia del ejército israelí golpeó Beit Jala y causó la muerte de siete civiles, entre los que se contaron un hombre, dos mujeres y tres niños. Las autoridades jordanas realizaron una queja formal alegando que Israel había violado los acuerdos de armisticio de 1949. El Organismo de las Naciones Unidas para la Vigilancia de la Tregua emitió un mensaje de condena a Israel por romper los acuerdos.
En 1961, la población de Beit Jala era de 7.966 habitantes.

### Ocupación israelí

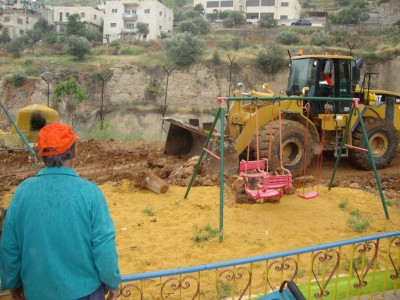
Un bulldozer israelí destruye un parque infantil para la construcción del muro de separación (2010).

Tras la Guerra de los Seis Días de 1967, Beit Jala pasó a estar bajo ocupación israelí. En el censo llevado a cabo por las autoridades militares israelíes ese mismo año, Beit Jala tenía una población de 6.041 habitantes. Desde 1967, Israel ha construido tres asentamientos en los terrenos agrícolas de Beit Jala: Gilo, Har Gilo y Giv'at Hamatos, considerados ilegales según el derecho internacional. El primero de estos asentamientos fue Gilo, creada apenas cuatro años después del inicio de la ocupación, y convertido desde entonces en uno de los mayores asentamientos israelíes en la Cisjordania ocupada. En 1972 le siguió Har Gilo, creada sobre 271 dunams (27,1 hectáreas) de la superficie municipal de Beit Jala, y cuyos colonos ampliaron por su propia cuenta el territorio en la primera década del siglo XXI tendiendo una valla de alambre de espino alrededor de 143 dunams (14,3 hectáreas) adicionales. En 1992, Israel confiscó 255 dunams (25,5 hectáreas) pertenecientes a la Iglesia Ortodoxa de Beit Jala para construir el asentamiento de Giv'at Hamatos. También ha construido dos túneles y dos autovías de circunvalación en terrenos confiscados al municipio.
Veinticinco años después, con la firma de los Acuerdos de Oslo de 1993, la localidad pasó a estar gestionada por la Autoridad Nacional Palestina. Según el Ayuntamiento de Beit Jala, la superficie municipal ha quedado dividida en diferentes tipos de administración. El Área A, bajo control administrativo y de seguridad palestino, abarca aproximadamente 3500 dunams (un 25% del total). El resto de los terrenos municipales, en torno al 75% de la superficie, tienen consideración de Área C y están, por lo tanto, bajo pleno control civil y militar israelí.   
Durante la Segunda Intifada, que tuvo lugar entre los años 2000 y 2005, un total de 11 habitantes de Beit Jala murieron a manos de las tropas israelíes. Apenas un par de meses después del estallido de la revuelta, un joven de 24 años llamado Mahmoud Yusef al-Mughrabi era abatido en la localidad. Otro chico de 18 años, llamado Ousamah Muhammad Ibrahim al-Qurabi/Al-Masalmeh, moría en su casa el 20 de febrero de 2001 por disparos de soldados israelíes. El 6 de mayo de ese mismo año moría Muhammad Ibrahim 'Awwad 'Abiyat, un hombre de 45 años, a causa del proyectil de un tanque israelí. El 28 de agosto, otro chico de 26 años llamado Muhammad Samur moría abatido por soldados israelíes durante una incursión en la localidad. El 19 de octubre moría Musa George Abu 'Eid, un joven de 19 años que fue alcanzado por el disparo de un francotirador israelí cuando se asomaba a su ventana. Al día siguiente el ejército israelí mató a una joven de 22 años, Rania Elias Nasri Kharuf, mientras hacía la compra. Casi un año después, el 21 de octubre de 2002, un hombre de 28 años llamado Muhammad Ishteiwi 'Abayat era víctima de un «asesinato selectivo» israelí, muriendo por la explosión de una bomba colocada en una cabina de teléfonos. Nader Salameh Jawarish, de 25 años y natural de Beit Jala, era abatido en la cercana Belén por una unidad encubierta israelí el 25 de marzo de 2003. Un mes después, el 29 de abril, dos hombres de 25 y 30 años morían en un intercambio de disparos con una unidad israelí que se había adentrado en Beit Jala para detenerlos.
También durante la Segunda Intifada, milicianos del grupo Tanzim (asociado a Fatah) usaron Beit Jala como base para el lanzamiento de ataques de mortero y el uso de francotiradores contra el cercano asentamiento de Gilo. Gilo se encuentra sobre una colina al otro lado de Beit Jala y se construyó sobre terrenos municipales de Beit Jala, Beit Safafa y Shafarat. El gobierno israelí construyó una barrera de cemento e instaló ventanas a prueba de balas en las casas y escuelas que daban hacia Beit Jala.

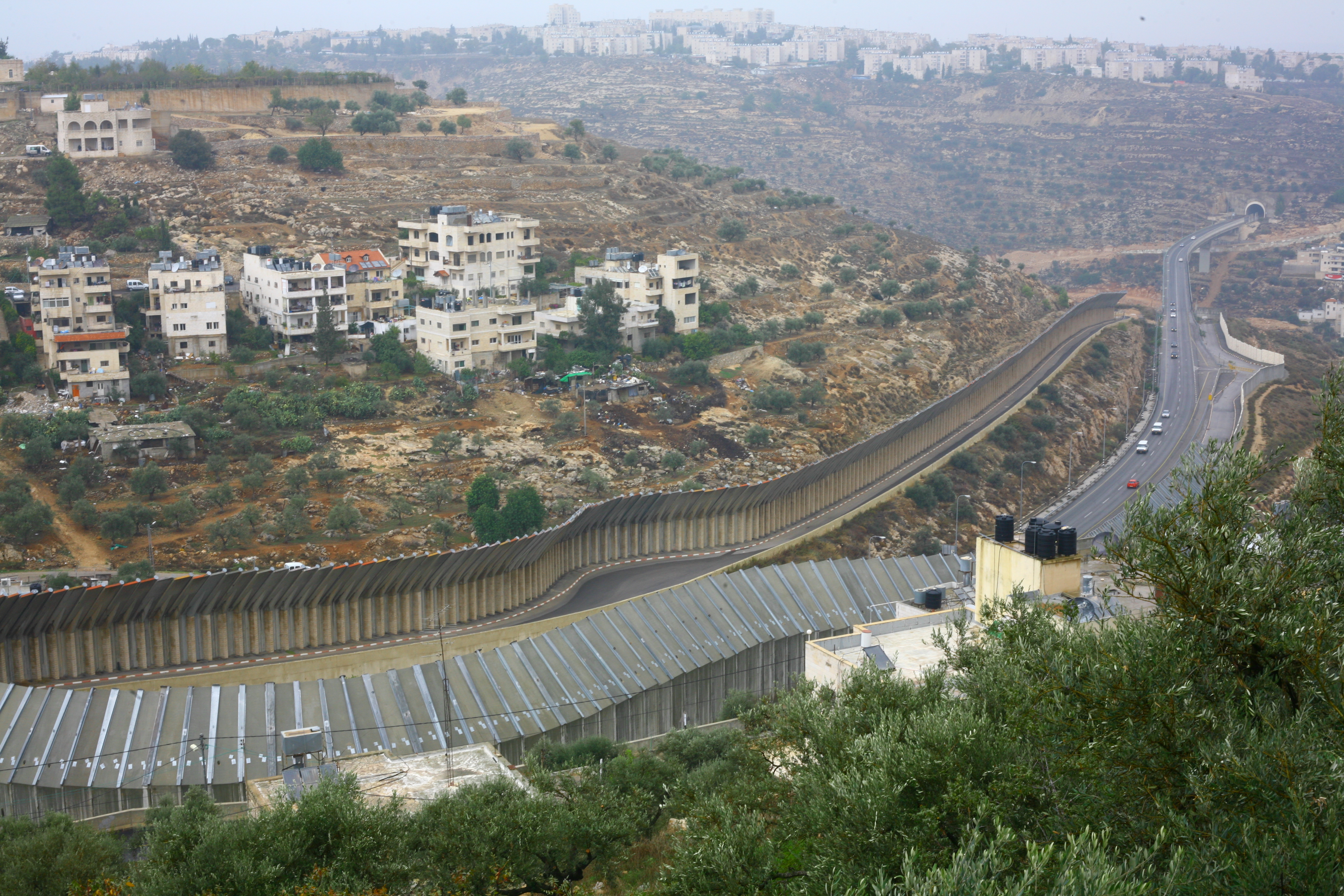
Muro de separación israelí a la altura de Beit Jala.

En diversas ocasiones, se dijo que los milicianos habían usado las casas de algunos cristianos palestinos de la localidad para disparar contra objetivos israelíes en Gilo. Según un miliciano de Fatah llamado Abu Atef, los milicianos fueron bien acogidos inicialmente por los habitantes de Beit Jala, aunque cuando Israel atacó sus hogares con disparos de represalia y varios milicianos y habitantes de la localidad murieron, los milicianos dejaron de ser bienvenidos en la ciudad. Según John Bunzl, la prensa israelí aprovechó este incidente para sugerir que se estaba desarrollando un conflicto entre cristianos y musulmanes, en el que los primeros intentaron evitar un ataque hasta que los musulmanes les obligaron a rendirse. Numerosas declaraciones de habitantes cristianos de la ciudad rechazan estas informaciones. En agosto de 2001, el ejército israelí ocupó el extremo noreste de Beit Jala y declaró que solo lo abandonaría cuando cesasen los disparos sobre Gilo. Dos días después, las tropas se marcharon. Los milicianos palestinos aumentaron entonces sus ataques, añadiendo fuego de mortero y ametralladoras pesadas. Según Time Magazine, los milicianos palestinos no eran nativos de la localidad, sino que tomaron posiciones en Beit Jala debido a su proximidad con Gilo. En agosto de 2010, tras un prolongado periodo de calma, las autoridades israelíes quitaron el muro de cemento que separaba Gilo de Beit Jala.
El muro de separación israelí de Cisjordania separará a unas 50 familias de Beit Jala de sus tierras, aunque Israel dice que se trata de una medida de seguridad vital. Los palestinos afirman que el objetivo final del muro es robar terrenos palestinos, dado que ha sido construido sobre territorio palestino ocupado y en tierras que los palestinos reclaman como propias para su futuro Estado. Los líderes religiosos locales de las iglesias católica y ortodoxa griega se han involucrado en la campaña que busca evitar la construcción del muro. La autovía de circunvalación israelí conocida como la Autovía de los Túneles pasa directamente por debajo de la ciudad de Beit Jala.
Un joven de 19 años natural de Beit Jala, Srur Ahmad Ibrahim Abu Srur, moría por disparos de soldados israelíes el 12 de enero de 2016 en enfrentamientos cerca del hospital de la localidad.
En agosto de 2024, el ministro israelí Bezalel Smotrich anunció la construcción de un nuevo asentamiento denominado Nahal Heletz en los términos municipales de Beit Jala, Husan y Battir. Poco antes habían llegado al valle de al-Makhrour, al oeste de la localidad, un grupo de colonos armados que entraron en los terrenos de la familia, los cercaron, tiraron todas sus propiedades a la calle y demolieron su vivienda. El ejército la declaró «zona militar cerrada».

## Geografía
Beit Jala se encuentra en la ladera de una colina cubierta de olivos, viñas y albaricoqueros. Su término municipal limita con Sharafat y Beit Safafa hacia el norte, Belén hacia el este, al Khadr hacia el sur y Battir hacia el oeste.

## Demografía
Los habitantes cristianos de Beit Jala pertenecen a cinco barrios «harat»: Al Semaaneh, que cuenta con 3 clanes familiares («hamule»), Al-Iraq, que cuenta con 3 clanes familiares, Al-Sarar, que cuentan con 10 clanes familiares, Al-Dheir, que cuenta con 5 clanes familiares y Al-Kannise, que cuenta con 4 clanes familiares. Algunos de ellos provienen de los habitantes originales del pueblo de habla aramea que vivía en la zona de Belén antes de la conquista musulmana de Palestina en el año 634, mientras que otros son producto de antiguas migraciones de diversas zonas, como la antigua Nínive, capital asiria, actual Mosul (Irak). En el censo de la Oficina Central de Estadísticas de Palestina de 2007, la población de Beit Jala era de 11.758 habitantes.

## Economía local

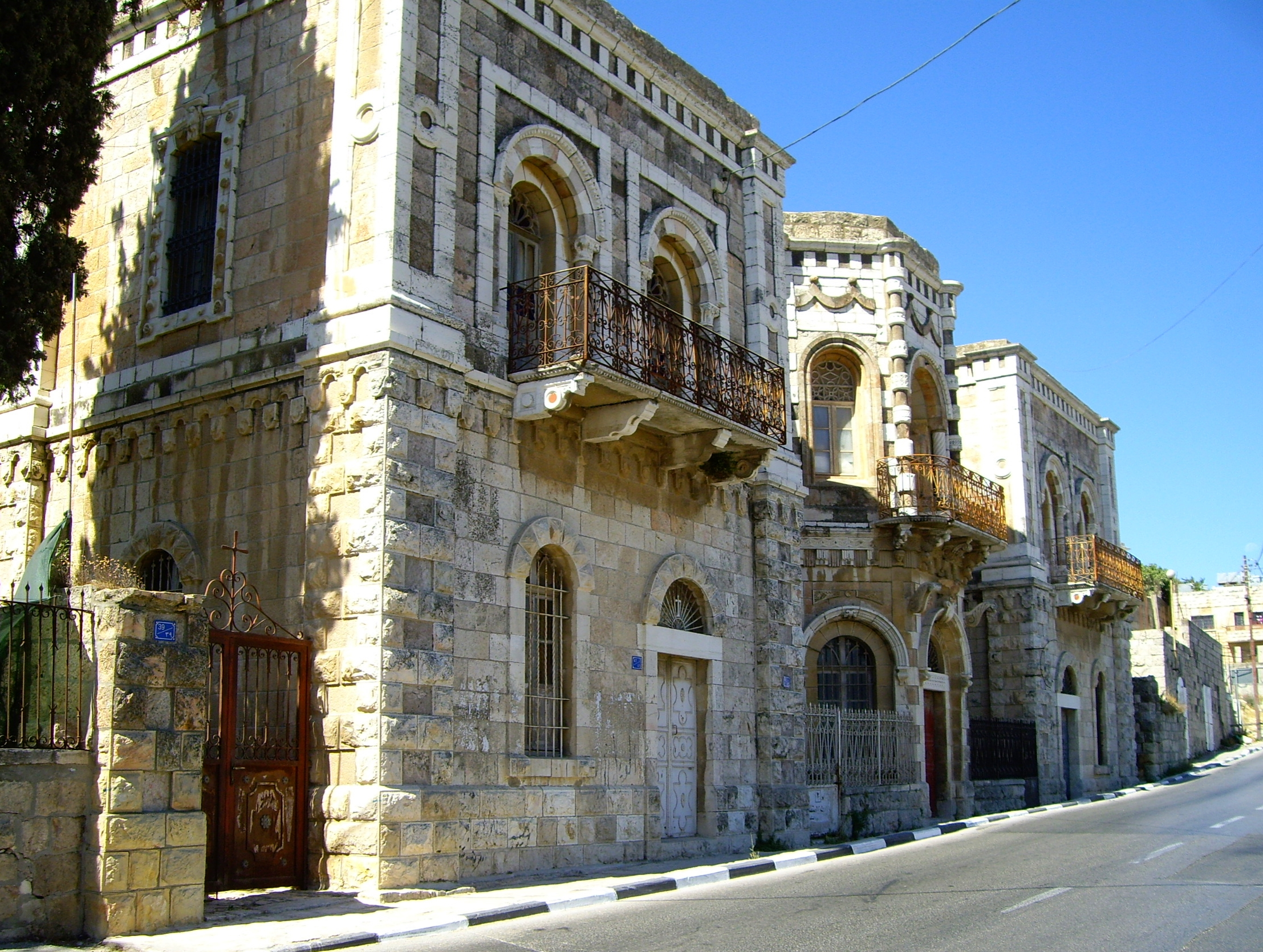
Edificio histórico en Beit Jala.

La actividad comercial de Beit Jala se centra principalmente en la explotación de los olivos, desarrollando industrias de reconocido aceite de oliva de alto nivel y madera de olivo para artesanías. Además, es importante la producción de vinos, entre los que destacan los producidos por monjes de distintas órdenes que habitan monasterios ubicados en la ciudad y sus alrededores (especialmente el vino producido por sacerdotes italianos del Monasterio de Cremiso). Beit Jala fue también famosa en su día por la producción de cerdo y albaricoques, así como por la extracción de piedra para la construcción. Otras actividades económicas son el tabaco, los textiles, la agricultura y los productos farmacéuticos. La Beit Jala Pharmaceutical Company, fundada en 1969, fabrica fármacos genéricos para el mercado local.
Otra destacada fuente productiva es la explotación y exportación de piedras labradas, mármoles y ladrillos que son obtenidos de canteras en los alrededores de la ciudad, cuya fama es reconocida y data de cientos de años. Las piedras obtenidas de sus canteras han estado presentes y están actualmente en destacados edificios y construcciones, tanto antiguas como modernas, en Belén y Jerusalén.
De igual manera, Beit Jala es una de las zonas de Palestina que se destaca por el desarrollo de bordados tradicionales tanto para ropas como para artículos decorativos, destacando los de trajes típicos, cojines y colgantes decorativos.
El muro israelí de separación está actualmente en expansión para rodear la zona, separando el convento de las hermanas salesianas del monasterio, que acabaría quedando del lado israelí, y dificultando enormemente el acceso de los habitantes de Beit Jala a estos lugares. Unas 57 familias cristianas de la localidad perderán sus tierras de cultivo por la construcción del muro.
Desde 1995, fecha en que Beit Jala volvió a manos de la Autoridad Nacional Palestina, se ha producido un notorio desarrollo inmobiliario que ha permitido la renovación de la ciudad a través de la construcción de nuevos edificios, hoteles, centros culturales e instalaciones para el turismo. 

## Salud

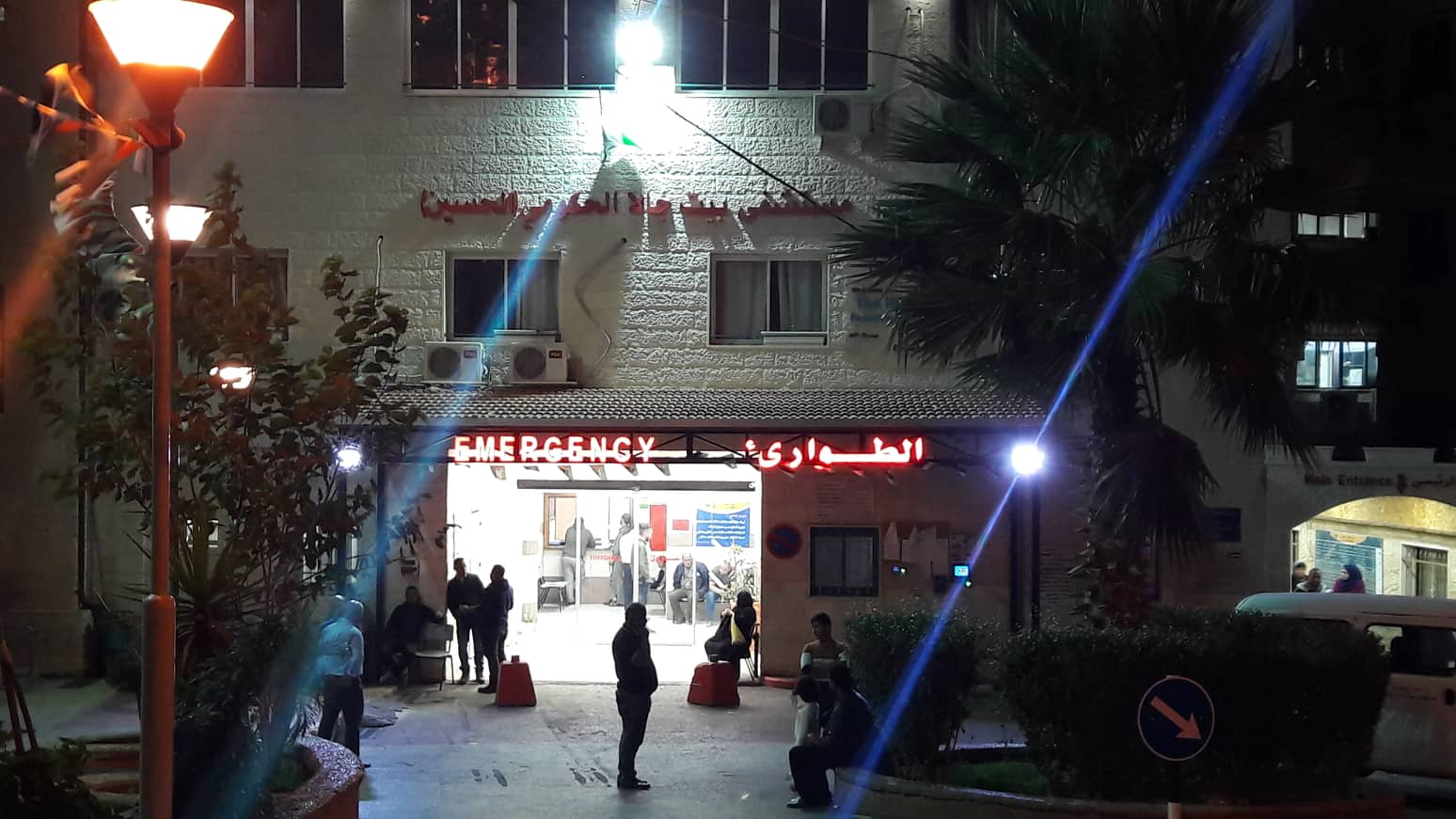
Hospital de Beit Jala.

En Beit Jala hay un hospital público de 113 camas, así como un hospital privado de 77 camas especializado en cirugía y gestionado por la Sociedad Árabe de Rehabilitación. Además, hay numerosas ONGs, instituciones médicas y clínicas de salud privadas. Entre las que se dedican a los discapacitados destacan la Sociedad Árabe de Belén, Rehabilitación Lifegate y la Casa Jemima, un centro de atención diurno para niños discapacitados financiado con capital holandés.

## Educación e instituciones religiosas
En Beit Jala se asientan una serie de instituciones educativas gestionadas por diversas denominaciones cristianas. La comunidad cristiana ortodoxa cuenta con la Sociedad de Beneficencia Árabe Ortodoxa, así como una escuela rusa fundada en 1866. En cuanto al catolicismo, el Seminario del Patriarcado Latino, que supervisa la educación litúrgica en el Patriarcado de Jerusalén, se trasladó a Beit Jala en 1936. 
La Iglesia Luterana Evangélica de Jordania y Tierra Santa tiene una congregación en Beit Jala. Esta denominación también gestiona la escuela Talitha Kumi, fundada por diaconisas luteranas en el siglo XIX y trasladada a Beit Jala en 1961. Esta escuela ha desarrollado un programa de educación medioambiental y es la encargada de la única estación de anillado de aves que hay en Palestina. La escuela también tiene una casa de huéspedes. 

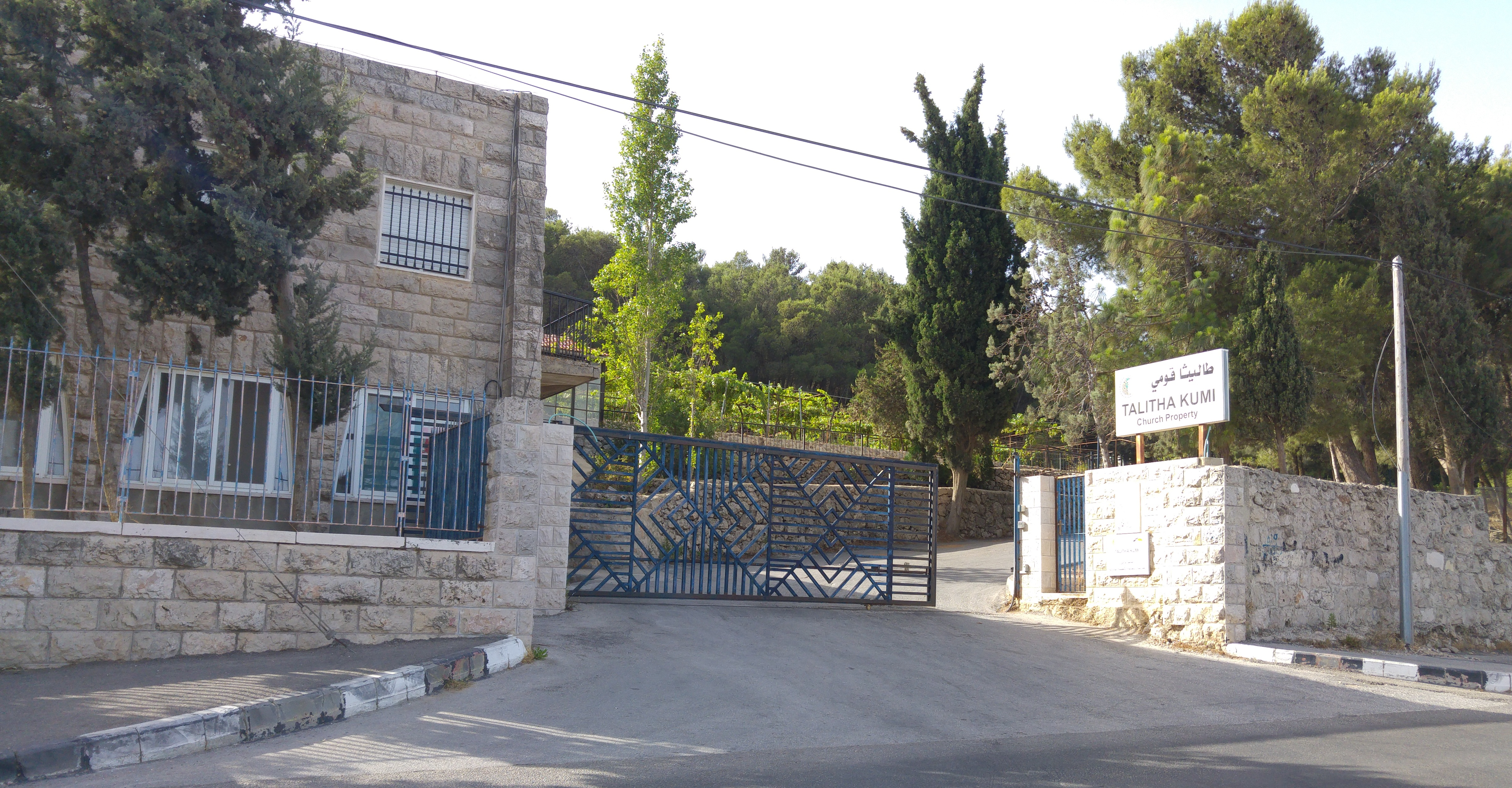
Escuela Alitha Kumi de Beit Jala.

En el horizonte de Beit Jala destacan numerosas iglesias, entre las que cabe destacar la Iglesia de la Virgen María, la Iglesia de San Miguel y la Iglesia de San Nicolás. El folklore tradicional habla de que San Nicolás pasó cuatro años en una cueva sobre la que se construyó la iglesia. Estas tres iglesias pertenecen a la Iglesia Ortodoxa Griega. La Iglesia Latina de la Anunciación fue construida en 1850 y está adscrita a la fe católica. 
La Iglesia Ortodoxa de Siria gestiona la escuela Mar Afram de Beit Jala. Desde 2007, Mar Afram ha ofrecido clases a sus alumnos en arameo (en concreto, en el dialecto sirio de este idioma), que son impartidas por ancianos de la ciudad que todavía hablan fluidamente esta lengua en declive. Hay un programa parecido para niños maronitas en la aldea cristiana de Jish, al norte de Israel. 

## Patrimonio artístico
Debido al carácter religioso de la zona donde se encuentra Beit Jala, la ciudad cuenta con muchas destacadas construcciones de iglesias donde destaca principalmente la Iglesia de San Nicolás y la Iglesia de la Virgen, ambas cristianas ortodoxas cuyas aportes arquitectónicos realzan la belleza de la ciudad.

## Gobierno local
En las elecciones municipales de 2005, seis escaños del municipio recayeron en la lista Beit Jala Unida (formada por Fatah y el Partido del Pueblo Palestino), cinco escaños para Hijos de la Tierra (Frente Popular para la Liberación de Palestina y otros independientes), un escaño para el Grupo Independiente Beit Jala y otro escaño para un candidato independiente. El candidato más popular fue Raji George Jadallah Zeidan, de Beit Jala Unida, que recibió 2.892 votos, seguido de Nadir Antoun Issa Abu Amsha, de Hijos de la Tierra, que obtuvo 1.764 votos. 

## Deporte
Los Leones de Beit Jala son un club de rugby activo en Beit Jala desde 2007. El primer club palestino de rugby de la historia, sus componentes son casi todos habitantes de esta ciudad. 

## Inmigrantes en Latinoamérica
La población de Beit Jala tiene estrechos lazos con Latinoamérica, especialmente con Chile debido a que la inmigración palestina que llegó a Chile a inicios del siglo XX provenía en gran parte de esa ciudad, manteniendo la mayoría vínculos familiares directos con los residentes de Beit Jala. En 2013, el alcalde de Beit Jala visitó Chile y afirmó que unos 400.000 chilenos de origen palestino podían trazar su origen en esta pequeña ciudad cisjordana.

## Ciudades hermanas
- Recoleta (Chile)[53]
- La Calera (Chile)[53]
- Santa María del Mar (Perú)[53]
- Reggio Emilia (Italia)[53]
- Varazze (Italia)[53]
- Aubervilliers (Francia)[53]
- Grenoble (Francia)[53]
- Bergisch Gladbach (Alemania)[53]
- Jena (Alemania)[53]
- San Felipe (Chile)[53]